# Liu Ping (activist)
Liu Ping ((zh) , (Xinyu, Jiangxi, 2 december 1964) is een lokale activiste voor burgerrechten in China. Als gepensioneerd fabrieksarbeidster van Xinyu Iron and Steel Group trok ze volop de aandacht toen ze in 2011 als onafhankelijke kandidate campagne voerde om een lokale afgevaardigde te worden voor het Nationaal Volkscongres. In 2013 werd Liu Ping gearresteerd toen ze openlijk eiste dat het vermogen van Chinese overheidsfunctionarissen openbaar gemaakt moest worden. Ze was de eerste die berecht werd van de gearresteerde activisten van de Nieuwe Burgerbeweging in China. In juni 2014 werd ze veroordeeld tot een gevangenisstraf van 6,5 jaar.

## Levensloop
Liu werd in 1964 in Xinyu, Jiangxi geboren. Ze werkte voor Yuanxingang Equipment and Materials Co., een filiaal van Xinyu Iron and Steel Group, totdat ze in 2009 gedwongen werd om met pensioen te gaan. Vanaf haar pensioen begon Liu met actievoeren voor een hogere vergoeding voor haar collega's die net als zij gedwongen met pensioen moesten gaan. Ze ging drie keer naar de centrale overheid in Beijing om daar haar petitie in te dienen. In 2010 werd ze voor een periode van 10 dagen opgesloten.
In april 2011 besloot Liu Ping om campagne te voeren om de lokale afgevaardigde te worden voor het Nationaal Volkscongres. Zodra Liu haar kandidaatschap bekendmaakte, begon de plaatselijke overheid haar en haar supporters te intimideren. De autoriteiten waren van mening dat haar acties gesteund werden door "anti-China-krachten" en dat ze een onverbiddelijke bedreiging vormden voor de vastgestelde verkiezingsprocedures van China. Hoewel Liu genoeg supporters had om volgens de Chinese verkiezingswetten op het stembiljet terecht te komen, verklaarde Yang Jianyun, directeur van het lokale verkiezingsbureau, dat ze niet mee mocht doen.
Met haar poging kreeg Liu Ping veel steun in China, zoals van de prominente wetenschapper Yu Jianrong. Veel mensen volgden haar voorbeeld en stelden zich later dat jaar kandidaat in China. Samen met Liu probeerde Wei Zhongping, ook een inwoner van Xinyu, mee te doen aan de verkiezingen. Hij werd eveneens door de autoriteiten onbevoegd verklaard. Meer dan 100 mensen kondigden aan online campagnes te voeren, onder hen beroemdheden als Li Chengpeng. Maar een veel kleinere groep besloot zich uiteindelijk kandidaat te stellen. De Chinese autoriteiten namen de situatie zeer serieus en zorgden ervoor dat geen enkele onafhankelijke kandidaat op een stembiljet stond. Xu Zhiyong, een prominente rechtsgeleerde en activist, die eerder tweemaal als onafhankelijke kandidaat mee wist te doen, slaagde daar later dat jaar niet in.
Na haar mislukte poging om zich kandidaat te stellen, deed Liu Ping mee met meerdere campagnes die veel aandacht kregen. In 2011 bracht Liu een groep burgers bij elkaar om de blinde jurist Chen Guangcheng te bezoeken. Hij stond onder huisarrest in Linyi, Shandong, waar hij streng werd bewaakt. Liu ging ook naar het dorpje Wuhan om de dorpsbewoners te steunen bij hun protesten.
In 2013 gingen veel Chinese burgers de straat op om te eisen dat Chinese overheidsfunctionarissen bekend moesten maken hoeveel vermogen ze hadden. Op 23 april 2013 organiseerden Liu Ping, Wei Zhongping en Li Sihua een demonstratie in Xinyu. Op 27 april werd Liu gearresteerd. Kort daarop werden ook Wei en Li gearresteerd. De reden voor hun opsluiting was eerst: "oproepen tot ondermijning van de staatsmacht". Deze aanklacht werd niet veel later veranderd in drie andere aanklachten: onwettelijke samenkomst, samenbrengen van een menigte om de openbare orde te verstoren, en gebruikmaken van een sektarische organisatie om de wet te ondermijnen. De rechtszaak vond plaats op 28 oktober 2013 en veel van haar supporters en getuigen werden geïntimideerd of opgesloten.
In juni 2014 werd ze door een gerechtshof in de provincie van Jiangxi veroordeeld tot een gevangenisstraf van 6,5 jaar. Ze zou een sekte hebben gebruikt om de rechtshandhaving te beschadigen, een menigte te verzamelen om op publieke plekken de openbare orde te verstoren, en om ruzies en conflictsituaties op te zoeken.